# Cordia morelosana
Cordia morelosana är en strävbladig växtart som beskrevs av Standley. Cordia morelosana ingår i släktet Cordia, och familjen strävbladiga växter. Inga underarter finns listade i Catalogue of Life.